# Апостольский нунций в ДР Конго
Апостольский нунций в Демократической Республике Конго — дипломатический представитель Святого Престола в Демократической Республике Конго. Данный дипломатический пост занимает церковно-дипломатический представитель Ватикана в ранге посла. Как правило, в Демократической Республике Конго апостольский нунций является дуайеном дипломатического корпуса, так как Демократической Республике Конго — страна с преимущественно католическим населением. Апостольская нунциатура в Демократической Республике Конго была учреждена на постоянной основе 16 февраля 1963 года. Её резиденция находится в Киншаса.
В настоящее время Апостольским нунцием в Демократической Республике Конго является архиепископ Митя Лесковар, назначенный Папой Франциском 16 апреля 2024 года.

## История
Апостольская делегатура в Бельгийском Конго была учреждена 10 января 1930 года, бреве «Ad regimen» папы римского Пия XI. Впоследствии она трижды меняла своё название: Апостольская делегатура в Бельгийском Конго и Руанде-Урундите в 1946 году; Апостольская делегатура в Конго и Руанде-Урунди в 1960 году, и Апостольская делегатура в Конго и Руанде в 1962 году.
Апостольская нунциатура в Конго была учреждена 16 февраля 1963 года, бреве «Pontificias Legationes» Папы Иоанна XXIII. Позднее с 1977 года она стала называться Апостольская нунциатура в Заире, а с 1997 года Апостольская нунциатура в Демократической Республике Конго.

## Апостольские нунции в Демократической Республике Конго

### Апостольские делегаты
- Джованни Баттиста Деллепьяне, титулярный архиепископ Ставрополиса — (18 января 1930 — 12 января 1949 — назначен апостольским нунцием в Австрии);
- Пьетро Сиджизмонди, титулярный архиепископ Неаполи ди Пизидия — (16 декабря 1949—1954 — назначен секретарём Священной Конгрегации Пропаганды Веры);
- Альфредо Бруньера, титулярный архиепископ Клаудиполиса Онориадского — (12 декабря 1954 — 25 апреля 1959 — назначен апостольским нунцием в Эквадоре);
- Гастоне Можайски Перрелли, титулярный архиепископ Амиды — (8 августа 1959—1962, в отставке);
- Вито Роберти, титулярный архиепископ Томи — (13 октября 1962 — 16 февраля 1963 — назначен апостольским нунцием).

### Апостольские нунции
- Вито Роберти, титулярный архиепископ Томи — (16 февраля 1963 — 15 августа 1965 — назначен епископом Казерты);
- Эмиль-Андре-Жан-Мари Мори, титулярный архиепископ Лаодикеи Фригийской — (11 июня 1965 — 25 июня 1968 — назначен архиепископом Реймса);
- Бруно Торпильяни, титулярный архиепископ Маллианы — (3 августа 1968 — 6 июня 1973 — назначен апостольским нунцием на Филиппинах);
- Лоренцо Антонетти, титулярный архиепископ Розелле — (29 июня 1973 — 15 июня 1977 — назначен секретарём Администрации церковного имущества Святого Престола);
- Эдоардо Ровида, титулярный архиепископ Таормина — (13 августа 1977 — 7 марта 1981 — назначен постоянным наблюдателем Святого Престола при отделении ООН и специализированных учреждений ООН в Женеве);
- Джузеппе Уак, титулярный архиепископ Тарроса — (3 июня 1981 — 3 августа 1984 — назначен апостольским нунцием в ФРГ);
- Альфио Раписарда, титулярный архиепископ Канн — (29 января 1985 — 2 июня 1992 — назначен апостольским нунцием в Бразилии);
- Фаустино Сайнс Муньос, титулярный архиепископ Новаличианы — (7 октября 1992 — 21 января 1999 — назначен апостольским нунцием при Европейском союзе);
- Франсиско Хавьер Лосано Себастьян, титулярный архиепископ Пенафьеля — (20 марта 1999 — 15 декабря 2001 — назначен официалом в Римской курии);
- Джованни Д’Аньелло, титулярный архиепископ Песто — (15 декабря 2001 — 22 сентября 2010 — назначен апостольским нунцием в Таиланде);
- Адольфо Тито Ильяна, титулярный архиепископ Монтекорвино — (20 ноября 2010 — 17 февраля 2015 — назначен апостольским нунцием в Австралии);
- Луис Мариано Монтемайор, титулярный архиепископ Иллици — (8 апреля 2013 — 27 сентября 2018 — назначен апостольским нунцием в Колумбии);
- Этторе Балестреро, титулярный архиепископ Викторианы — (27 апреля 2019 — 21 июня 2023 — назначен постоянным представителем Святого Престола при структурах ООН в Женеве и Всемирной торговой организации);
- Митя Лесковар, титулярный архиепископ Беневенто — (16 апреля 2024 — по настоящее время).